# Kaczek (wieś)
Kaczek – wieś w Polsce położona w województwie warmińsko-mazurskim, w powiecie nowomiejskim, w gminie Nowe Miasto Lubawskie.
W latach 1975–1998 miejscowość administracyjnie należała do województwa toruńskiego. W 1921 roku stacjonowała tu placówka 13 batalionu celnego.